# Чеверме
Чеверме е название за печено овче или козе месо на жар или в предварително загрята пещ, приготвено по специален начин. Най-често чевермето се приготвя от заклано животно – овен (овца, шиле, агне) или коза (яре) и обработено от касапина. През месец май в Златоград се провежда ежегоден фестивал на чевермето.
Печеното месо може да се приготви по няколко начина:
- традиционно – на шиш,
- комитско – в дълбоко изкопана в земята яма,
- по селски – в зидана пещ,
- домашно – в домашна печка с дърва на фурна.

При традиционното чеверме добре обработеният и изчистен труп на животното се нанизва на голям дървен шиш, след което се прикрепя на две дървени опори поставени отстрани на огнището или камината. За равномерно изпичане шиша се върти бавно на ръка и месото се пече от топлината на намиращата се на около 30 – 60 см. жар от здрави сухи дърва от бук, дъб или габър, в продължение на 5-8 часа.